# ロバート・ラウシェンバーグ
ロバート・ラウシェンバーグ（Robert Rauschenberg, 1925年10月22日 - 2008年5月12日）は、20世紀のアメリカの美術家。ジャスパー・ジョーンズとともにアメリカにおけるネオダダの代表的な作家として活躍した。のちのポップアートの隆盛にも重要な役割を果たしたことでも知られる。

## 生涯
1925年、テキサス州ポートアーサーに生まれた。父親はドイツ系アメリカ人とチェロキー族インディアンの混血、母親はイングランド系アメリカ人。ブルーカラーの家庭に育ち、第二次世界大戦中の1942年から1945年までは海軍に所属していた。終戦後、1947年から翌年初めにかけてカンザス・シティ美術学院に学ぶ。1948年には一時パリに滞在し、アカデミー・ジュリアンに通った
。
1948年秋にアメリカに帰国したのちは、ノースカロライナ州のブラック・マウンテン・カレッジでジョゼフ・アルバースに学んだ。ブラック・マウンテン・カレッジでは、夏期の講師だったジョン・ケージやマース・カニンガムの影響も受けた。ケージもラウシェンバーグの作品に影響を受け、ラウシェンバーグの作品『ホワイト・ペインティング』は、ケージが『4分33秒』（1952年）を作曲するきっかけの一つになった。
1949年からニューヨークに住み、アート・スチューデンツ・リーグでも学んでいる。1951年頃から作品を画廊で発表し、1954年頃から「コンバイン・ペインティング」と呼ばれる一連の作品を発表し始める。1958年には親交のあったジャスパー・ジョーンズと同じくニューヨークの画商レオ・キャステリの画廊で個展を開き、やがてヨーロッパにも出品されて人気を呼んだ。
1964年、ヴェネツィア・ビエンナーレで最優秀賞を受賞した。同年には、カニンガムのダンス・カンパニーの美術監督として世界ツアーに参加し、日本では草月ホールで公開制作を行なった。世界ツアー終了後はパフォーマンスやエンジニアとのコラボレーションに重点を移し、芸術家とエンジニアのコラボレーション組織であるExperiments in Art and Technology（E.A.T.）の設立や運営にも関わった。そのため画廊で発表する絵画作品の発表を止めていたが、同時期に1964年から1965年にかけて巡回展をしていた『ダンテの「地獄編」のためのドローイング34篇』（『ダンテ・ドローイング』）展はヨーロッパで反響を呼び、ラウシェンバーグのアメリカでの評価も高めた。この作品はダンテの『神曲』地獄篇を題材にした内容で、ダンテ生誕地のイタリアでも好評だった。
1964年に世界各地をまわる中で、ラウシェンバーグは各地の素材を用いて制作をするというスタイルを確立した。1984年以降には世界の芸術家と共同制作して展覧会を行う「ラウシェンバーグ海外文化交流」（ROCI＝ロッキー）を設立し、アメリカと政治体制が異なるソヴィエト連邦や中国など10カ国を訪問した。1992年にヒロシマ賞、1993年に国民芸術勲章、1995年にレオナルド・ダ・ヴィンチ世界芸術賞を受賞した。日本では、1998年に高松宮殿下記念世界文化賞（絵画部門）を受賞したことでも広く知られている。
2008年5月12日、フロリダ州キャプティバ島の自宅にて心不全のため死去した。

## 作風

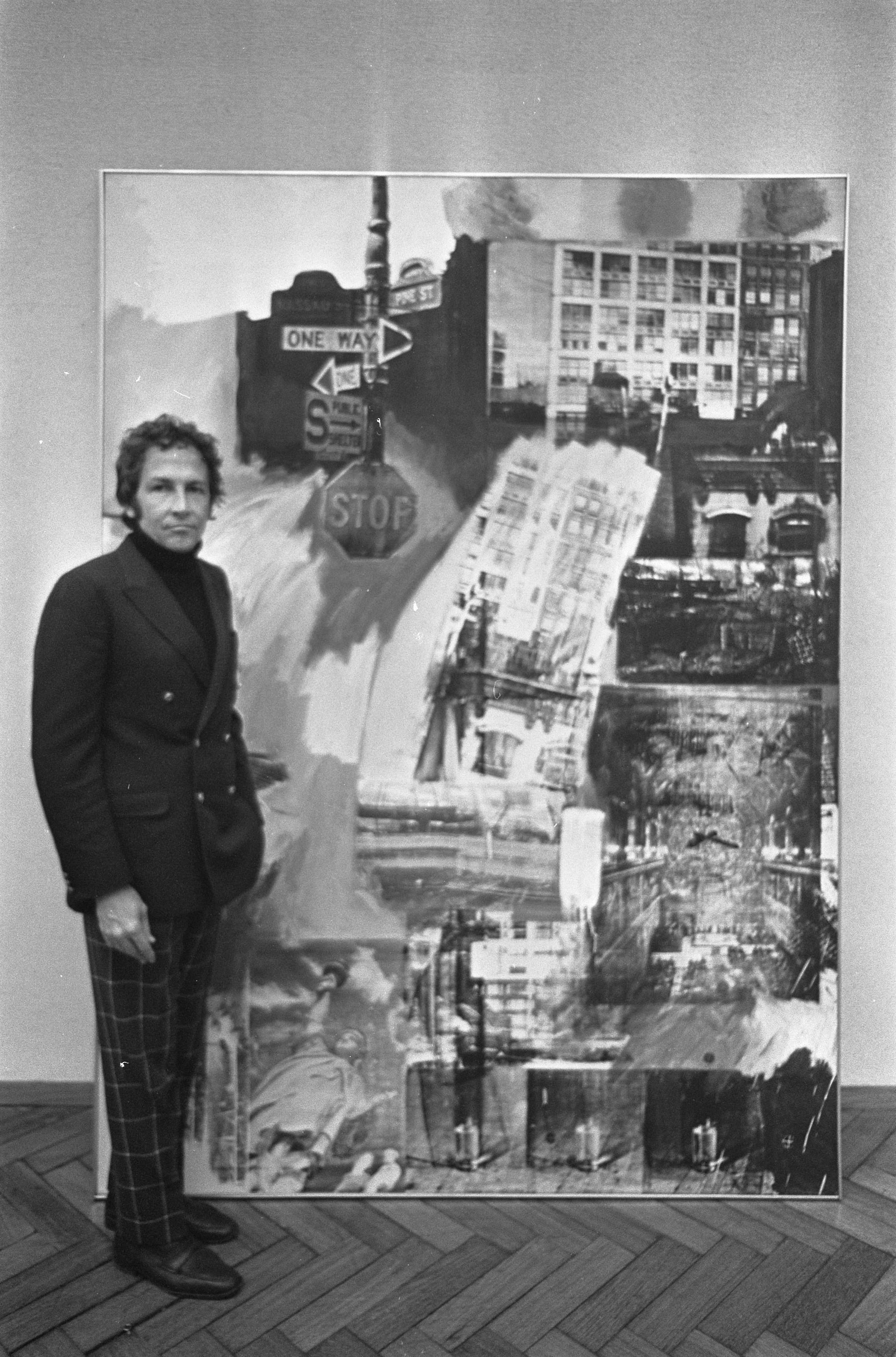
アムステルダム市立美術館でのラウシェンバーグと作品(1968年)

ラウシェンバーグ作品に共通する特徴として、越境性がある。コンバイン作品では、2次元用の素材と3次元の素材をともに使うことで、絵画や彫刻などの既存のジャンルを越境した。制作においては、世界各地で制作をすることで国家という境界を超えて活動した。また、日常と芸術という境界を超えて両方に関わろうとした。ダンスや音楽とのコラボレーションをカニンガムやケージと行った点や、E.A.T.の設立にもラウシェンバーグのジャンル越境性が表れている。
ラウシェンバーグはコンバイン作品においてマルセル・デュシャンのレディ・メイドの概念を取り入れ、それまで前衛芸術に取り入れられていなかったアメリカの大衆文化を素材とした。1959年当時のラウシェンバーグは、自作について「絵画は日常と芸術の両方に関わっている。どちらも作り出すことはできない。（ぼくはその間のギャップで行為しようとしている）」と語っている。彼の創作において歯磨き粉や爪磨きなど様々な日用品が作品の重要な一部となったことにも、そのような姿勢が反映されているとされる。彼のコンバイン・ペインティングの典型的な作品は、抽象表現主義風の激しい筆致で塗られたキャンヴァスにケネディ大統領やアポロ宇宙船などのイメージを貼り付け（「バッファローⅡ」）、あるいは画面に交通標識、古タイヤ、鳥獣の剥製などの現実の物体を貼り付けたりしたもの（『モノグラム』、『キャニオン』）で、しばしば2次元の枠をはみ出している。
素材を区別せずに扱うラウシェンバーグの作風について、1968年に美術評論家のレオ・スタインバーグは「フラッドベッドな絵画面」と評し、ポストモダンという言葉が美術批評で使われるきっかけとなった。

## 主な作品

『Riding Bikes』、ベルリン、1998年

- ホワイト・ペインティング（1950年）（ロバート・ラウシェンバーグ財団所蔵）
- 消されたデ・クーニング（1955年）（ニューヨーク近代美術館所蔵）
- ベッド（1955年）（ニューヨーク近代美術館所蔵）
- コカ・コーラ・プラン（1958年）（ロサンゼルス現代美術館所蔵）
- モノグラム（1955-59年）（ストックホルム近代美術館所蔵）
- キャニオン（1959年）（ニューヨーク近代美術館所蔵）
- ダンテの「地獄編」のためのドローイング34篇（『ダンテ・ドローイング』）（1959-1960年）（ニューヨーク近代美術館所蔵）